# ایزی رایدر
ایزی رایدر یا سبُک‌سواران (به انگلیسی: Easy Rider) فیلمی آمریکایی در سبک جاده‌ای محصول ۱۹۶۹ میلادی است.
کارگردان فیلم دنیس هاپر است. بازیگران اصلی فیلم عبارتند از: پیتر فوندا، دنیس هوپر، جک نیکلسون، و کارن بلک.
در این فیلم تضادهای میان اندیشه‌های آزاد و سنت‌شکن نسل جوان با افکار سنتی و روستایی آمریکا نشان داده می‌شود و عدم درک و مدارای جامعه سنت‌زده نسبت به هرآن‌کس که با آن‌ها متفاوت باشد به تصویر درمی‌آید.
«سبک‌سواران» نخستین فیلمی بود که از جنبش اعتراضی هیپی‌ها سرچشمه گرفت و از فیلم‌های مهم نمادین برای این جنبش به‌شمار می‌آید. ایزی رایدر که فیلمی کم‌هزینه بود و تنها ۳۶۰ هزار دلار خرج برداشت پس از اکران، رکورد بازدید تماشاگران را شکست و ۴۰ میلیون دلار در آمریکا و ۶۰ میلیون دلار در سراسر جهان درآمد پیدا کرد.
موفقیت ایزی رایدر باعث شد تا مرحله‌ای به نام هالیوود نو در فیلم‌سازی آمریکا شتاب بگیرد؛ در مرحله «هالیوود نو» استودیوها به کارگردانان پیشرو و جوان امکان دادند تا با اختیار کامل به دیدگاه‌های خود در فیلم‌ها جامه عمل بپوشانند.
ایزی رایدر در سال ۱۹۹۸ به خاطر اهمیت تاریخی، اخلاقی، و فرهنگی خود در فهرست ملی ثبت فیلم کتابخانه کنگره آمریکا درج شد. موسیقی متن این فیلم تماماً در سبک پاپ است و شامل موسیقی گروه دبند، جیمی هندریکس، و استپن‌ولف می‌شود.
دو مسافر موتورسوار در این فیلم از طبیعت و آزادی آن لذت می‌برند و بخش‌هایی از فیلم به مناظر طبیعی می‌پردازد، محل فیلم‌برداری این مناظر در ایالت‌های کالیفرنیا، آریزونا و لوئیزیانا بوده‌است.

## بازیگران
- پیتر فوندا – وایات، کاپیتان آمریکا
- دنیس هاپر – بیلی
- جک نیکلسون – جورج هنسون
- لوک اسکیو – غربیه در جاده
- فیل اسپکتور – واسطه
- کارن بلک – کارن
- تونی بسیل – مری
- آنتونیو مندوزا – عیسی
- مک ماشوریان – محافظ
- وارن فینرتی – مزرعه‌دار
- تیتا کلرادو – همسر مزرعه‌دار
- لوآنا اندرس – لیسا
- سابرینا شارف – سارا
- برت واکر جونیور – جک
- سندی براون وایث – جوئن
- بریجیت فوندا و جاستین فوندا (بدون درج در تیتراژ) – از بچه‌های دهکده هیپی‌ها
- کری اسنادگرس (بدون تیتراژ) – زن در دهکده هیپی‌ها
- دن هگرتی (بدون تیتراژ) – مرد در دهکده هیپی‌ها

## داستان

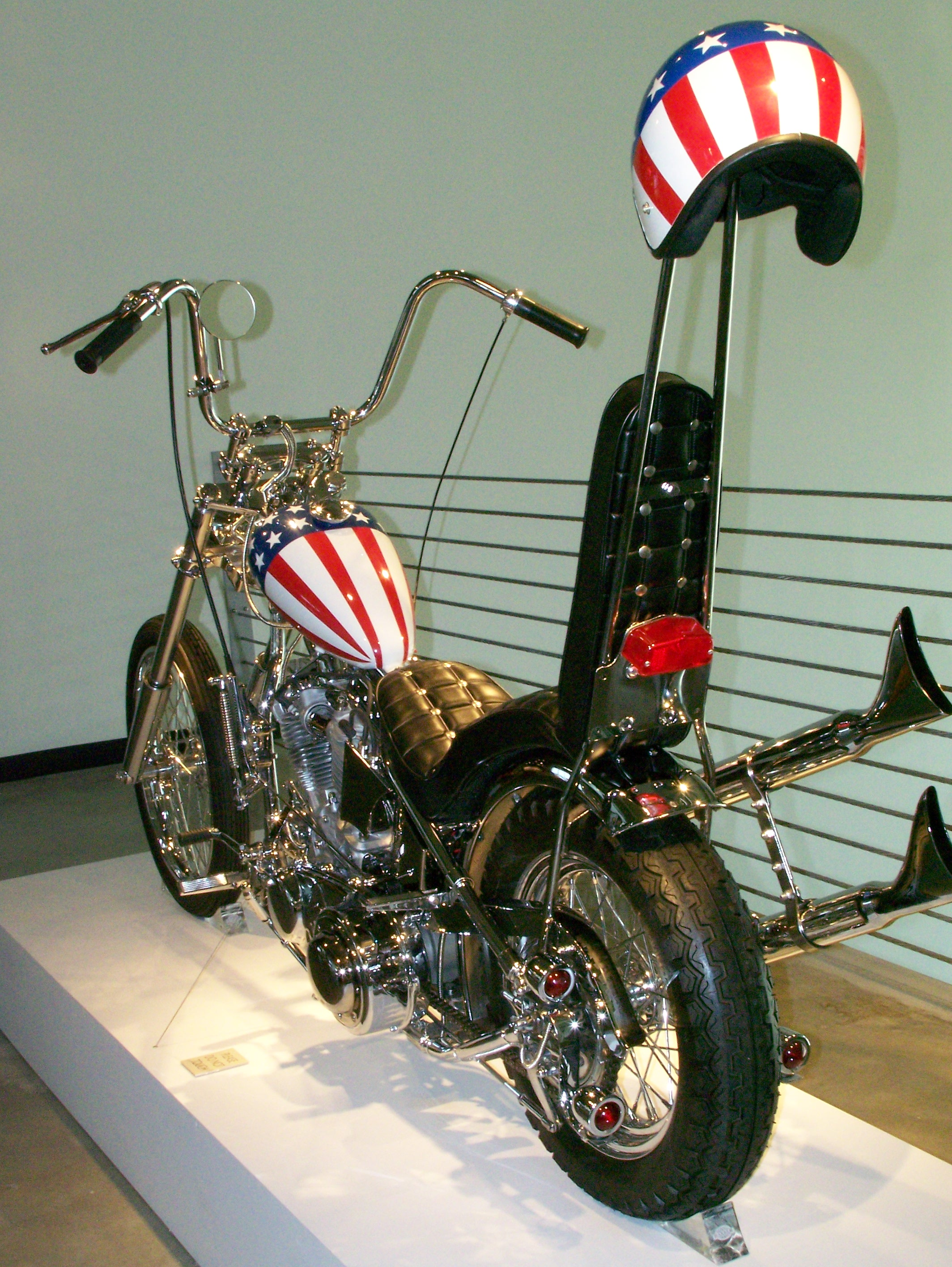
موتور کاپیتان آمریکا (وایات).

داستان در مورد دو موتورسوار، به نام‌های بیلی و وایات است که برای به دست آوردن آزادی کامل در روش زندگی خود، دست به یک معامله کوکائین می‌زنند. آن‌ها پول‌های به‌دست آمده را در جداره باک موتور خود جاسازی کرده و با حرکت نمادین به‌دور انداختن ساعت خود، سوار بر دو موتور هارلی دیویدسون در آرزوی آزادی و شادی راهی دشت و صحرا می‌شوند.
بیلی و وایات در جاده یک هیپی را می‌بینند که برای رسیدن به دهکده خود اتو استاپ می‌زند. او را همراه می‌برند و با او به دهکده هیپی‌ها می‌روند. این دو موتورسوار در آن دهکده مشاهده می‌کنند که جمع شدن هیپی‌ها در یک‌جا سنت‌ها و محدودیت‌های خود را به دنبال داشته و تصمیم به ترک دهکده گرفته و راهی جاده می‌شوند.
بیلی و وایات سپس تصمیم می‌گیرند برای دیدن جشن‌های خیابانی سالانه نیواورلئان معروف به ماردی گرا به این شهر جنوبی بروند. این دو موتورسوار در راه در حال عبور از یک شهر کوچک با موتورهای خود در برنامه‌های یک کارناوال خیابانی شرکت می‌کنند و به خاطر این کار به اتهام «به هم زدن نظم عمومی» بازداشت می‌شوند. هم‌سلولی آن‌ها وکیلی الکلی به نام «جورج هنسون» است که کمک می‌کند زودتر آزاد شوند. جورج می‌گوید که بهترین روسپی‌خانه آمریکا در نیواورلئان قرار دارد و او برای ورود به این روسپی‌خانه کارت‌های ورودی مجانی دارد. دو موتورسوار هم او را به خاطر کمک‌هایش به‌طور مجانی به مقصد «ماردی گرا» همراه می‌برند.
در راه در یکی از توقف‌ها در یک کافه در لوئیزیانا، مردم به خاطر موهای بلند و لباس‌های عجیب و غریب بیلی و وایات به شدت به آن‌ها زل زده و شروع به مسخره کردن آن‌ها کرده و حرف‌های تهدیدآمیز می‌زنند. سه مسافر مجبور می‌شوند غذانخورده کافه را ترک کنند و شب وقتی که در جنگل خوابیده بودند توسط گروهی از روستاییان مشتری آن کافه با چوب و چماق به آن‌ها حمله می‌شود. وکیل همراهشان در اثر ضربه‌های چوب جان می‌دهد. بیلی و وایات کتک‌خورده، محل را ترک می‌کنند و تصمیم می‌گیرند راه خود را به سوی روسپی‌خانه «ماردی گرا» ادامه دهند. پس از رسیدن به آنجا با دو روسپی، دوست و خودمانی می‌شوند و چهارنفره به گردش در کارناوال خیابانی و دیگر مناطق می‌پردازند و پس از رسیدن به یک قبرستان وارد آنجا شده و تصمیم می‌گیرند مواد مخدر «ال‌اس‌دی» استفاده کنند. این قسمت از فیلم، توهمات درهم و برهم و ناخوشایندی را که این مواد در مغز آن‌ها به‌وجود می‌آورد به تصویر می‌کشد.
بیلی و وایات راه خود را به سوی جنوب ادامه می‌دهند و در یکی از جاده‌های خلوت دو شکارچی اردک که از قشر کم‌سواد و اوباش‌مانند هستند و در یک وانت بزرگ نشسته‌اند به خاطر موهای بلند و لباس غیرمتعارف دو موتورسوار شروع به استهزا کرده و با تفنگ آن‌ها را تهدید می‌کنند. وقتی که بیلی به نشانه بی‌اعتنایی به تهدیدهای آن دو، انگشت وسط خود را به آن‌ها نشان می‌دهد، یکی از شکارچیان عصبانی شده و ماشه را می‌کشد که تیر او باعث کشته شدن بیلی می‌شود. وایات به سوی دوست خود شتافته و بعد در حالی که برای آوردن کمک در جاده می‌راند همان شکارچی تصمیم می‌گیرد تا او را هم بکشد تا شاهدی بر قتل اولش باقی نماند. تیر او به باک موتور وایات خورده و منفجر می‌شود. بدین ترتیب رؤیای زندگی آزاد و رهای دو موتورسوار پایان می‌گیرد.

## گفتاورد
| شب در کنار آتش، جورج (جک نیکلسون) و بیلی (دنیس هاپر) |
| جورج: این کشور یه روزی جای باحالی بود. نمی‌دونم چرا این‌طوری شده. بیلی: آره جون تو، می‌دونی چی شده؟ همه بزدل شده‌ان. بلایی که سر کشور اومده اینه. حتی تو یه هتل درب و داغون هم راهمون نمی‌دن، حتی یه مسافرخونه درب و داغون. حالیته؟ فکر می‌کنن راهمون بدن ما هم شب می‌ریم گلو ملو شونو می‌بریم. ترس ورشون داشته. این مدلی شده. جورج: البته بگم از تو نیست که می‌ترسن، از چیزی می‌ترسن که تو نماینده‌اشی. بیلی: آخه رفیق، ما نماینده چی هستیم به‌جز اینکه موهامون بلند شده و وقت سلمونی رفتنمونه؟ جورج: نه، نه. تو چشم اونا شماها نماینده آزاد بودن هستید. بیلی: خب آخه آزاد بودن مگه چشه؟ کل مشکل یعنی همینه؟ جورج: بله که همینه. کل موضوع همینه. بگم که حرف زدن از آزادی و آزاد بودن کلی با هم فرق داره. آخه وقتی تو این بازار مکاره دارن آدمو می‌خرن و می‌فروشن دیگه نمی‌شه آزاد بود که. البته حواست باشه به کسی نگی که آزاد نیست‌ها، می‌ره آدم می‌کشه و پای این و اونو قلم می‌کنه که ثابت کنه خیلی هم آزاده. این‌قدر از آزادی فردی برات حرف می‌زنن و حرف می‌زنن تا سرت بره، ولی وقتی یه فرد آزاد ببینن ترس ورشون می‌داره. بیلی: البته این‌طور نیست که پا به فرار بذارن. جورج: نه، ولی ترسشون باعث می‌شه خطرناک بشن. |

| در صحنه‌ای از فیلم، در دهکده هیپی‌ها، دختری بخشی از کتاب ئی چینگ یا کتاب دگرگونی‌ها، کهن‌ترین متن به‌جامانده از چین باستان، را می‌خواند. آنچه او می‌خواند قسمت پررنگ‌شده در جملات زیر است. این جملات مربوط به گفتار ۴۹ کتاب تحت عنوان «پوست انداختن» است:                                                                         |
| هنگامی که تغییر لازم است، از دو اشتباه باید پرهیز کرد. اشتباه اول در عجله زیاد و بی‌رحمی است که بدبختی می‌آورد. اشتباه دیگر شک و تردید زیاد و محافظه‌کاری است، که اینها هم خطرناک است. این‌طور نیست که باید به هر درخواستی برای تغییر در نظم موجود توجه نشان داد. اما در عین حال، باید به شکایات مکرر و بجا، گوش فرا داد. ... |

| وایات در میان دکورهای عتیقه داخل ساختمان روسپی‌خانه در نیواورلئان، این جمله از ولتر را بر روی دیوار می‌بیند و می‌خواند: |
| «اگر خدا وجود نداشت، لازم می‌شد اختراعش کنیم».                                                                        |